# 옹박 - 무에타이의 후예
《옹박 - 무에타이의 후예》(태국어: องค์บาก 옹박[*],  영어: Ong-Bak: Muay Thai Warrior)는 2003년도 태국 활극 영화로, 컴퓨터 그래픽 특수 효과 스턴트 맨 와이어 액션이 동원되지 않았다. 도굴꾼에 의해 없어진 옹박이라는 불상의 머리를 찾아 떠나는 여정이 줄거리를 이룬다.
2005년에 다른 태국 영화인 《똠얌꿍》이 대한민국에서 영화 내용과 상관없는 《옹박 - 두 번째 미션》이라는 제목으로 개봉되면서, 옹박의 실제 속편인 《옹박 2》는 대한민국에서 《옹박: 더 레전드》라는 제목으로 개봉하게 되었다.
세 번째 속편인 《옹박: 마지막 미션》이 제작되어 2010년에 태국에서 개봉하였다.

## 배역
- 토니 자 - 팅
- 렁그라위 바이진다쿨 - 넥
- 페치타이 웡캄라오 - 험래 / 더티 볼스 / 조지
- 뿜와리 요카몰 - 무에이 렉
- 수카우 퐁윌라이 - 콤투안
- 춤폰 테피탁 - 마오 아저씨

## MBC 성우진
- 강수진 - 팅(토니 자)
- 박소라 - 무에(뿜와리 요카몰)
- 최한 - 훔래(페치타이 웡캄라오)
- 김태훈 - 보스
- 박태호 - 훔래 아버지
- 이도련 - 스님
- 정희선 - 할머니
- 황윤걸 - 아저씨(춤폰 테피탁)
- 김기철 - 도박장 사회자
- 김용준 - 던(완나킷 시리오풋)
- 이상훈 - 하이라오(차롱삭 시리마하산)
- 정재헌 - 펭(차테웟 와차라쿤)
- 방성준 - 아나운서
- 양준건 - 경찰
- 김두희 - 악당
- 류승곤 - 매드독(데이빗 이스마로네)
- 문남숙 - 넥(렁그라위 바이진타쿨)
- 이민하 - 매완(폰피모이 축칸통)